# Eragrostis
Eragrostis és un gènere de plantes de la subfamília de les cloridòidies, família de les poàcies, ordre de les poals, subclasse de les commelínides, classe de les liliòpsides, divisió dels magnoliofitins.

## Taxonomia
- Eragrostis amabilis Kuntze
- Eragrostis ancashensis P. M. Peterson, Refulio et Tovar
- Eragrostis attentuta Hitchc.
- Eragrostis bahamensis Hitchc.
- Eragrostis barbata Trin.
- Eragrostis barrelieri Daveau
- Eragrostis boliviensis Jedwabn.
- Eragrostis brachypodon Hack.
- Eragrostis caesia Ekman et Mansf.
- Eragrostis calotheca Trin.
- Eragrostis capillacea Jedwabn.
- Eragrostis caudata E. Fourn.
- Eragrostis cilianensis (All.) F. T. Hubbard
- Eragrostis ciliaris (L.) Link
- Eragrostis ciliaris (L.) R. Br.
- Eragrostis cubensis Hitchc.
- Eragrostis cumingii Steud.
- Eragrostis curvula Nees
- Eragrostis deflexa Hitchc.
- Eragrostis diversiflora Vasey
- Eragrostis elatior Hack.
- Eragrostis erosa Scribn.
- Eragrostis excelsa Griseb.
- Eragrostis fendleriana Steud.
- Eragrostis floridana Hitchc.
- Eragrostis frankii C. A. Mey.
- Eragrostis hapalantha Trin.
- Eragrostis hosokai O. Deg.
- Eragrostis leptantha Trin.
- Eragrostis leptophylla Hitchc.
- Eragrostis lukwangulensis Pilg.
- Eragrostis macropoda Pilg.
- Eragrostis minor Host
- Eragrostis neomexicana Vasey
- Eragrostis nigra Nees
- Eragrostis niihauensis Whitney
- Eragrostis orcuttiana Vasey
- Eragrostis orthoclada Hack.
- Eragrostis pallida Vasey
- Eragrostis palmeri S. Watson
- Eragrostis perlaxa Keng
- Eragrostis pilifera Scheele
- Eragrostis pilosa (L.) P. Beauv.
- Eragrostis plumbea Scribn.
- Eragrostis psammodes Trin.
- Eragrostis pusillus Scribn.
- Eragrostis reflexa Hack.
- Eragrostis reptans Nees
- Eragrostis rojasii Hack.
- Eragrostis simplex Scribn.
- Eragrostis tracyi Hitchc.
- Eragrostis unionis Steud.
- Eragrostis variabilis Gaudich.
- Eragrostis whitneyi Fosberg